# 충주공설운동장
충주공설운동장(忠州公設運動場, Chungju Public Stadium)은 대한민국 충청북도 충주시에 있었던 스포츠 시설이다. 천연잔디 필드와 우레탄 트랙이 갖춰진 다목적 경기장으로, 2010년부터 2016년까지 충주 험멜 FC의 홈 경기장으로 사용되었다. 기존 명칭은 '충주종합운동장'이었으나, 2017년 9월에 충주종합운동장이 새로 건설되자 명칭을 '충주공설운동장'으로 변경했다.

## 참고 문헌
- 〈충주공설운동장〉. 《한국향토문화전자대전》. 한국학중앙연구원.[깨진 링크(과거 내용 찾기)]
- 〈충주공설운동장〉. 《두피디아》. 두산.
- 《2019년 전국 공공체육시설 현황 (2018년말 기준)》. 대한민국 문화체육관광부. 2020.
- 《전국 공공체육 시설 현황 (2017년말 기준)》. 대한민국 문화체육관광부. 2019.

## 같이 보기
- 충주 험멜 FC
- 충주종합운동장